# Жариков, Иван Егорович
Ива́н Его́рович Жа́риков (1911—1978) — главный зоотехник колхоза «Горшиха» (село Медягино, Ярославский район Ярославской области); Герой Социалистического Труда.

## Биография
Иван Жариков родился в семье брянских крестьян. Работать начал в 1929 году; был сначала разнорабочим, потом колхозным бригадиром, счетоводом. В 1941 году, после окончания зоотехнического факультета Вологодского сельскохозяйственного института, был принят на должность зоотехника в колхоз «Горшиха» Ярославской области, начал заниматься селекцией животных. Во время Великой Отечественной войны преподавал в военном училище пулемётчиков.
После окончания войны стал в области одним из организаторов улучшения породных качеств лошадей. Через несколько лет при его активном участии была создана новая порода, названная советским тяжеловозом — неприхотливые и могучие животные. Жарикова назначили директором госплемрассадника крупного рогатого скота, а после, несмотря на его протесты, связанные с желанием работать селекционером — начальником Бурмакинской районной сельскохозяйственной инспекцией. Но вскоре Бурмакинский район был упразднён.
В 1959 году оставшемуся не у дел Ивану Егоровичу поступило предложение от нового директора «Горшихи» Николая Ильича Абросимова вернуться в колхоз и он согласился. По его инициативе в хозяйстве создали племенную ферму крупного рогатого скота ярославской породы. Средний надой молока от коровы в хозяйстве составлял тогда 3395 кг, в том числе от первотёлок — 2417 кг; средняя жирность молока была 4,04 %, в том числе по первотёлкам — 4 %. В 1962 году горшихинская корова по кличке Правда на международной Лейпцигской ярмарке получила диплом 1-й степени и Большую золотую медаль выставки. К 1965 году, когда за достигнутые успехи Ивану Егоровичу было присвоено звание Героя Социалистического Труда, эти показатели составляли: средний надой молока от коровы — 4093 кг, жирность — 4,29 %. Для породы это было рекордом. В 1972 году, когда колхоз «Горшиха» за достигнутые успехи был награждён Почётной грамотой Президиума Верховного Совета РСФСР, Совета Министров РСФСР и ВЦСПС, жирность молока составила по стаду уже 4,56 %, а по первотёлкам — 4,58 %. Жариков добился и того, что средний живой вес коров возрос с 511 до 592 кг, первотёлок — с 324 до 443 кг — во многих хозяйствах области средний вес коров был ниже, чем в «Горшихе» вес 18-месячных. Скороспелость позволила осеменять не 2-летних, как обычно, а 14-16-месячных тёлок, что увеличило производство молока и мяса.
Путём скрещивания (в основном инбридинга) и многолетнего непрерывного отбора И. Е. Жариков вывел особых коров, которых так и называли — горшихинскими. Как и обычные «ярославки» они были пёстрые, чёрные с белым, некрупные по размеру, но очень удойные: давали не менее 5 тысяч литров молока при жирности свыше 5 %. В стаде были сформированы пять высокопродуктивных бычьих линий, 10 коровьих семейств. «Горшиха» стала племзаводом и начала поставлять племенной молодняк для улучшения всей ярославской породы, хозяйствам не только Ярославской области, но и других регионов.
В 1973 году вышла книга Жарикова «Как создавалось горшихинское стадо».
Иван Егорович скоропостижно скончался на 68-м году жизни 16 августа 1978 года.